# Firmin Ngrébada
Firmin Ngrébada (Bangui, 24 mei 1968) is een Centraal-Afrikaans staatsman. Tussen februari 2019 en juni 2021 was Ngrébada premier van de Centraal-Afrikaanse Republiek, overeenkomstig de vredesovereenkomst tussen de overheid en de gewapende rebellengroepen.

## Biografie
Firmin Ngrébada deed in 1988 eindexamen, waarna hij in 1994 een master in publiek recht behaalde aan de Universiteit van Bangui. In oktober 1993 kwam hij in overheidsdienst bij de inspectiedienst arbeid en sociale wetten.
Getrouwd met een nicht van Faustin-Archange Touadéra, begon hij als diens adjunct-stafchef toen hij van 2008 tot 2013 premier was van François Bozizé. Ten tijde van de machtsgreep van Seleka in maart 2013 ging hij in vrijwillige ballingschap, en keerde in 2014 terug naar de Centraal-Afrikaanse Republiek. Hij is lid van de politieke partij Rassemblement pour la République van Alexandre-Ferdinand N'Guendet en was kabinetschef van de Nationale Overgangsraad. Hij behoorde weer tot de kring van Faustin-Archange Touadéra tijdens de campagne voor de presidentsverkiezingen van 2016, en werd op 11 april zijn kabinetschef. Hij was hoofd van de delegatie die de onderhandelingen met de gewapende rebellengroepen voerde die zouden leiden tot het derde vredesverdrag, dat op 2 februari 2019 werd getekend.
Na het aftreden van het tweede kabinet van Simplice Sarandji op 22 februari 2019, werd Firmin Ngrébada op 25 februari benoemd als premier door president Touadéra, die belast was met het vormen van een regering van nationale eenheid met de verschillende onderdelen van de gewapende troepen. Ngrébada sloot zich aan bij de door Touadéra opgerichte partij Mouvement Cœurs Unis (MCU) en bleef premier tot juni 2021.